# Avenida Manuel Belgrano (Tucumán)
La Avenida General Manuel Belgrano es una avenida de San Miguel de Tucumán, Tucumán, Argentina. Su recorrido inicia en la Plazoleta Mitre como continuación de la avenida Sarmiento hasta el límite con Yerba Buena y la avenida Presidente Perón. En 2023 se propuso mano única para la avenida, siendo de sentido este a oeste. Al final el proyecto no se llevó a cabo.

## Historia
La avenida Belgrano fue creada como prolongación de la actual avenida Sarmiento en el siglo XIX. Durante gran parte del siglo XX se crearon diversos barrios y se pobló la zona, conectada además por el tranvía rural que en una parte pasaba por esta arteria vehicular. Por esta razón en 1940 la avenida fue pavimentada entre avenida Mitre y avenida Ejército del Norte, al igual que la Mate de Luna. Estos trabajos fueron inaugurados el 9 de julio de ese año con el paso de tropas desde los cuarteles del ejército hasta el Parque 9 de julio para el desfile militar.
La obra contenía una calle de 3200 metros de largo con un carril por sentido y veredas. Además se plantaron 633 árboles. En la década del 70 la avenida se ensanchó y fue ampliada a como luce en la actualidad, debido al crecimiento residencial y del parque automotor. En su intersección con Camino del Perú y avenida Perón había una rotonda. Esta rotonda fue blanco de accidentes viales y embotellamientos, por lo cual en 2016 se instaló un complejo semaforizado y fue reemplazada por un cruce vial en 2023.

## Sitios de interés
A lo largo de esta avenida se desarrollan varios lugares de interés y emblemáticos:
- Plazoleta Mitre
- Club Asociación Mitre
- Sanatorio Galeno
- Plazoleta Dr. José Lucas Penna
- Priomi-Conicet
- Instituto Privado Almafuerte
- Parque V Centenario